# Utunsa
La unidad minera Utunsa es un yacimiento minero de oro a tajo abierto sobre los 4500 m s.n.m. situado entre los distritos de Haquira y Quiñota, que pertenecen a los departamentos de Apurímac y Cusco. Entró en operaciones desde el 2018 y es operada por la empresa Anabi S.A.C.

## Historia
Los trabajos en la unidad minera empezaron a través del Proyecto de Exploraciones Minaspata en el 2005, que se encargó de realizar las labores correspondientes al mapeo, muestreo e identificación del yacimiento, topografía y actores sociales.

## Zona de influencia de la operación minera
De acuerdo al informe presentado al Ministerio de Energía y Minas, el proyecto abarca:
| Comunida Campesina | Distrito | Provincia    | Departamento |
| ------------------ | -------- | ------------ | ------------ |
| Pumallacta         | Quiñota  | Chumbivilcas | Cusco        |
| Huanca Umuyto      | Haquira  | Cotabambas   | Apurímac     |
| Piscocalla         | Haquira  | Cotabambas   | Apurímac     |

## Gestión ambiental
El 27 de agosto del 2018, la empresa Anabi S.A.C. recibe la medida administrativa dictada por el Organismo de Evaluación y Fiscalización Ambiental (OEFA) en la cual le ordenó evacuar inmediatamente el agua cianurada de las zonas de operaciones y tratarla para su descarga en las plantas Merrill Crowe y Destrucción de cianuro. La medida se implanta a consecuencia de las filtraciones del agua de las pozas hacia el subsuelo, que consiguientemente amenazaban a los depósitos naturales de agua subterránea de las comunidades.
El 13 de noviembre del 2019, a través de otra medida administrativa dictada por OEFA, se ordena la paralización inmediata las actividades de acarreo y descarga de mineral en la fase 04 y 03 del pad de lixivación de la unidad minera.

## Conflictos sociales
El 12 de enero del 2019, más de 300 comuneros de Huanca Umuyto tomaron las instalaciones del proyecto Utunsa en muestra del rechazo hacia el proyecto y los contaminantes producidos por la actividad minera que amenazaban la calidad hídrica de la microcuenca de Haquira.
El 21 de enero del 2023, la unidad minera Utunsa informó a través de un comunicado que la noche anterior llegó una turba a las instalaciones que incendiaron los campamentos y dejaron daños considerables. Posteriormente, la Fiscalía Provincial Mixta de Challhuahuacho solicitó permiso a la empresa para prodecer con la búsqueda de los comuneros Santos Rolando Yanque Lagos y Wilman Chahua Oviedo, reportados como desaparecidos, y siendo hallados sin vida en las instalaciones.